# فرابنفش (فیلم)
فرابنفش (انگلیسی: Ultraviolet) فیلمی در ژانر اکشن و علمی–تخیلی به کارگردانی کرت ویمر است که در سال ۲۰۰۶ منتشر شد. از بازیگران آن می‌توان به میلا یوویچ، کامرون برایت و ویلیام فیکنر اشاره کرد.

## خلاصه داستان
این فیلم در مورد ویولت سانگ جات شریف (یوویچ)، زنی است که به هموگلوفاژی، یک بیماری خیالی شبیه خون آشام، در یک دیستوپی آینده که در آن هر فردی که به این بیماری مُسری آلوده شود، بلافاصله به اعدام محکوم می‌شود، مبتلا شده است. ویولت با هنرهای رزمی پیشرفته خود، گروهی از هموفاژهای شورشی و پسری به نام سیکس (برایت)، که خونش ممکن است حاوی درمانی برای بیماری باشد، به ماموریتی می رود تا دولت آینده نگر را سرنگون کند و فردیناند داکسوس (چینلوند) که رهبر دنیا هست را شکست دهد.